# 2003年羅傑·費德勒網球賽季
2003年，在温布尔登網球錦標賽，首度進入大滿貫男單決賽後，以直落三盤7-65, 6-2, 7-63擊敗澳洲球員菲利浦西斯，拿下首座冠軍與第一座大滿貫，另外在印第安維爾斯大師賽雙打賽事，他與白俄羅斯球員馬克斯·米爾內奪得冠軍，羅馬大師賽決賽，敗給西班牙球員曼提拉，在該年一共闖入9個ATP單打決賽獲得7個單打冠軍，包括杜拜、維也納兩個500系列賽，大師盃進入決賽後，以6-3, 6-0, 6-4直落三盤擊敗美國傳奇阿格西，拿下首座冠軍，並且結束對後者三連敗而取得首勝，之後便開啟統治網壇的序幕。

## 摘要
- 2003年，首度進入大滿貫男單決賽，在温布尔登網球錦標賽決賽以直落三盤7-65, 6-2, 7-63擊敗澳洲球員菲利浦西斯，拿下生涯第一座大滿貫冠軍，無獨有偶，他們較早前亦曾在漢堡大師賽男單比賽中相遇，費德勒在第三輪比賽中被後者淘汰而宣告衛冕失敗。

- 年終大師盃決賽，費德勒擊敗阿格西，結束對後者三連敗並取得首勝，之後開啟了統治網壇的序幕。

- 共奪 ATP 巡迴賽七站單打冠軍：馬賽Open 13、杜拜Duty Free男子賽、慕尼黑、德國哈雷、温布尔登、維也納、ATP年終賽（大師盃），為當年獲得ATP巡迴賽單打冠軍最多的球員，ATP冠軍年終積分達875，成為當年年終世界排名第二位。

- 在澳洲網球公開賽（澳網）、辛辛那堤大師賽、美國網球公開賽（美網）的男單比賽均負於納賓迪安，但在ATP年終賽（大師盃）分組賽中首次在職業生涯當中戰勝對手。

### 比賽

#### 大滿貫單打比賽
| 年度 | 賽事 | 輪 | 結果   | 對手              | 比分                    |
| ---- | ---- | -- | ------ | ----------------- | ----------------------- |
| 2003 | 澳網 | 1R | 勝     | 弗拉維奧·薩雷塔   | 7-64, 7-5, 6-3          |
| 2003 | 澳網 | 2R | 勝     | 拉爾斯·布斯穆勒   | 6-3, 6-0, 6-3           |
| 2003 | 澳網 | 3R | 勝     | 安德烈斯·溫奇圭拉 | 6-3, 6-4, 6-2           |
| 2003 | 澳網 | 4R | 負     | 大卫·纳尔班迪安   | 6-4, 3-6, 6-1, 1-6, 6-3 |
| 2003 | 法網 | 1R | 負     | 路易斯·奧爾納     | 7-66, 6-2, 7-63         |
| 2003 | 溫網 | 1R | 勝     | 李亨泽            | 6-3, 6-3, 7-62          |
| 2003 | 溫網 | 2R | 勝     | 斯特凡·庫貝克     | 7-5, 6-1, 6-1           |
| 2003 | 溫網 | 3R | 勝     | 马尔迪·菲什       | 6-3, 6-1, 4-6, 6-1      |
| 2003 | 溫網 | 4R | 勝     | 費利西亞諾·洛佩斯 | 7-65, 6-4, 6-4          |
| 2003 | 溫網 | QF | 勝     | 翔·沙爾肯         | 6-3, 6-4, 6-4           |
| 2003 | 溫網 | SF | 勝     | 安迪·羅迪克       | 7-66, 6-3, 6-3          |
| 2003 | 溫網 | F  | 勝 (1) | 馬克·菲利普西斯   | 7-65, 6-2, 7-63         |
| 2003 | 美網 | 1R | 勝     | 何塞·阿卡蘇索     | 5-7, 6-3, 6-3, 2-0 退賽 |
| 2003 | 美網 | 2R | 勝     | 讓-雷內·里斯纳德  | 6-1, 6-2, 6-0           |
| 2003 | 美網 | 3R | 勝     | 詹姆斯·布雷克     | 6-3, 7-64, 6-3          |
| 2003 | 美網 | 4R | 負     | 大卫·纳尔班迪安   | 3-6, 7-61, 6-4, 6-3     |

## 參看
- 羅傑·費德勒
- 羅傑·費德勒生涯統計
- 2003年温布尔登网球锦标赛

## 外部連結
- ATP世界巡迴賽 > 選手 > 羅傑·費德勒 > 比賽動態 > 2003（英文）